# Юго-Камский
Юго-Ка́мский — посёлок (в 1929—2008 гг. — посёлок городского типа) в Пермском крае России. Входит в Пермский район (муниципальный округ).

## География
Расположен на реке Юг, притоке Камы, в 50 км к юго-западу от Перми.

## Население

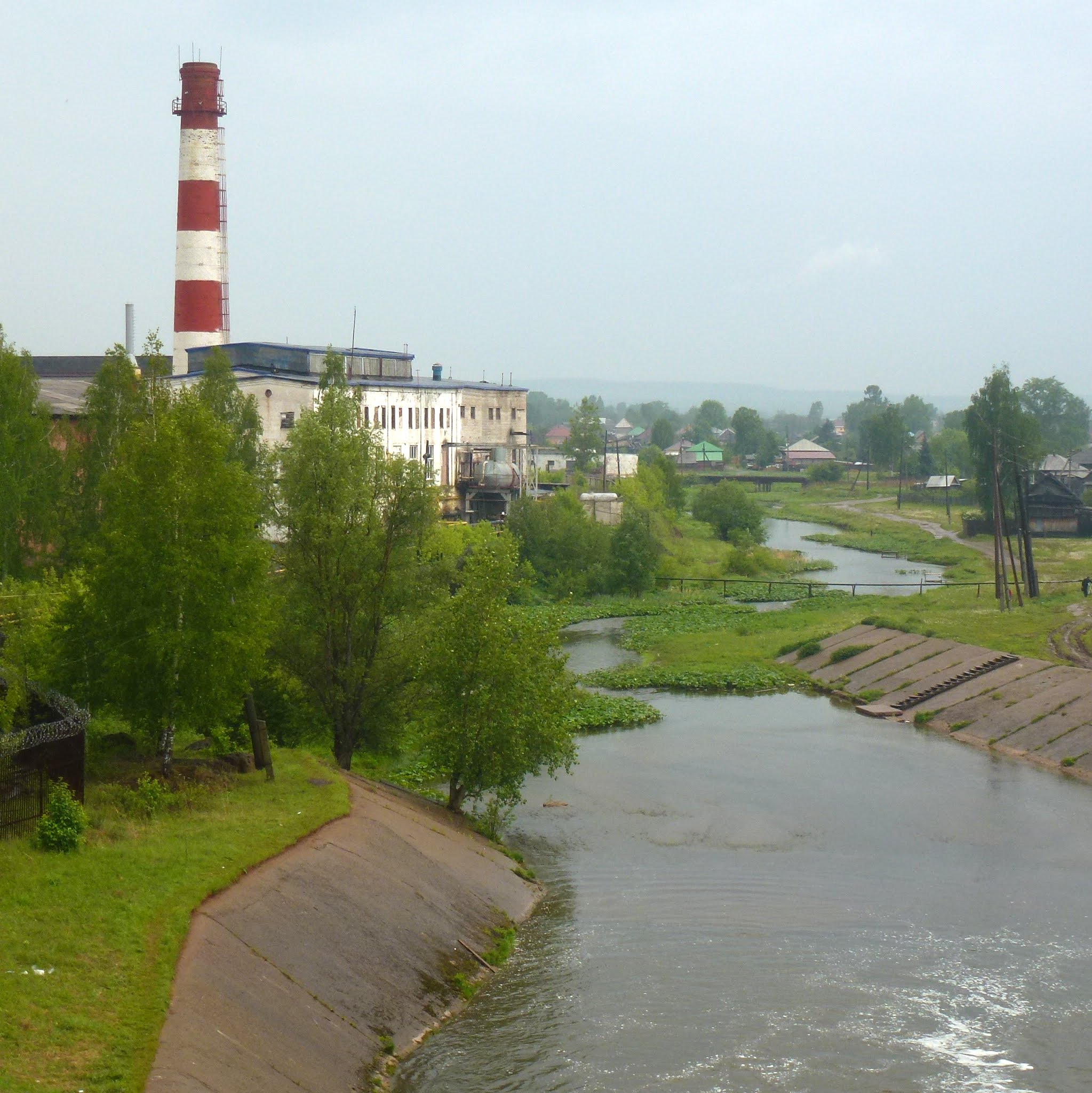
Юго-Камский машиностроительный завод

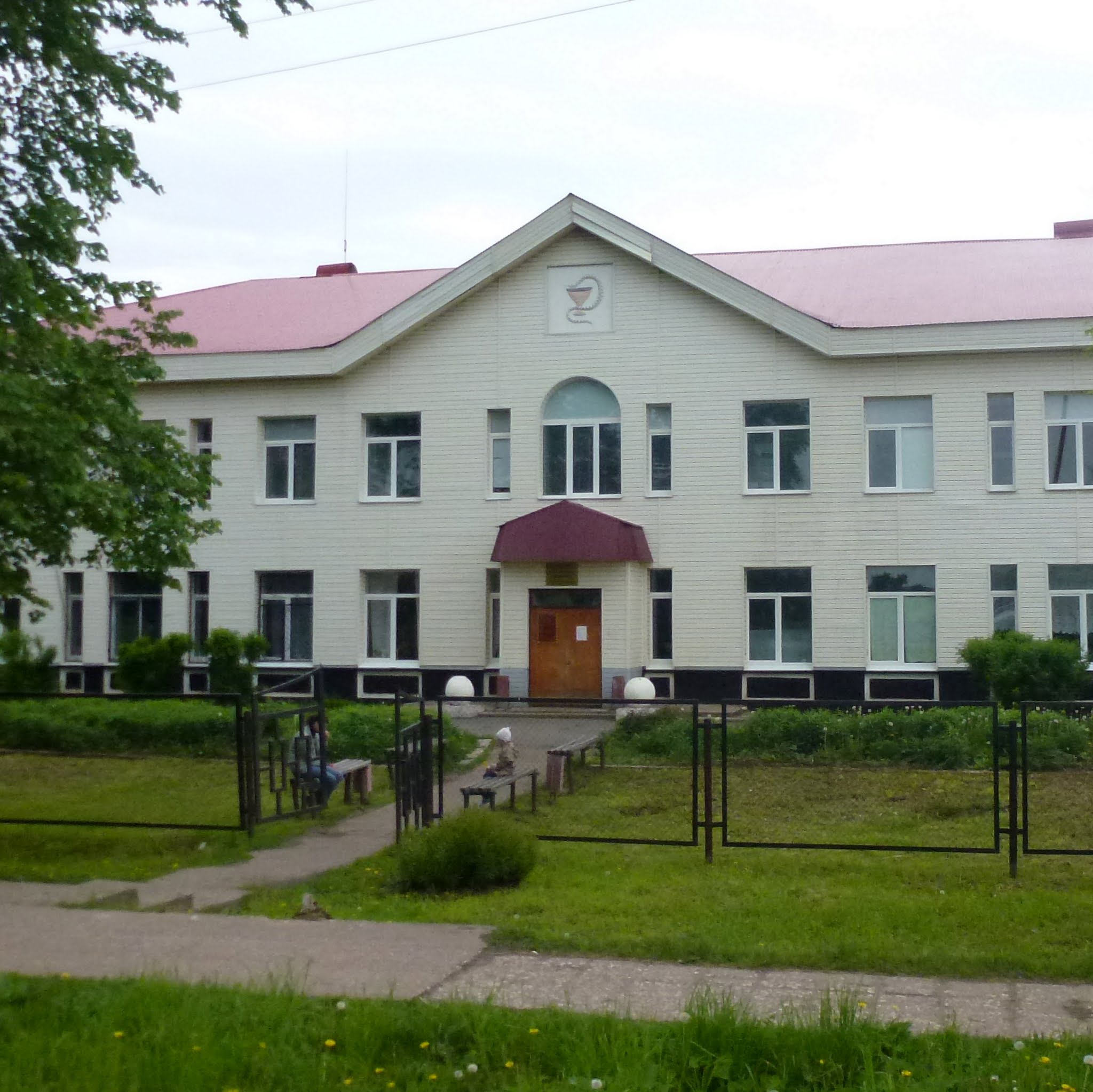
Поликлиника больницы п. Юго-Камский

| 1864  | 1890  | 1926  | 1934  | 1939  | 1959  | 1963  | 1970  |
| ----- | ----- | ----- | ----- | ----- | ----- | ----- | ----- |
| 2239  | ↗3848 | ↘3809 | ↗4906 | ↗6018 | ↗9378 | ↗9500 | ↗9910 |
| 1979  | 1989  | 2002  | 2006  | 2007  | 2008  | 2010  | 2021  |
| ↘9004 | ↘8315 | ↘7977 | ↘7700 | ↘7500 | ↘7412 | ↗8019 | ↗9310 |

## История
В 1746 году баронами Строгановыми в собственных наследованных землях был основан медеплавильный завод.
27 октября 1773 года Юго-Камский завод был захвачен двухтысячным отрядом сообщников Пугачёва из числа тулвинских башкир и осинских крестьян и полностью разорён. Вновь пущен в апреле 1774 года.
В 1843 году из-за недостатка медных руд и крайне низкой прибыльности прекратило существование медеплавильное производство, при этом начало активно развиваться железоделательное производство.
К 1864 году в поселении было 510 дворов, население составляло 2239 человек, к 1890 году — 3848 человек.
В 1903 году построена первая электростанция.
В апреле 1918 года рабочие завода берут под свой контроль производство, в июле завод национализируется и переходит в руки Делового Совета. Завод продолжает выпускать, кроме железа и проката, военную продукцию и увеличивает производство по сравнению с 1917 годом.
В январе 1919 году Юго-Камск захвачен армией Колчака, которая в июле того же года была изгнана Красной Армией.
Из-за гражданской войны к 1920 году приостанавливаются мартеновское и прокатное производства, а в 1923 году завод останавливается из-за отсутствия сырья, топлива, продовольствия, денег. И только осенью 1924 года завод снова начал работать.
По состоянию на 1926 год завод Юго-Камский как населённый пункт составлял Юго-Камский сельский совет Оханского района в Пермском округе Уральской области РСФСР.
25 февраля 1929 года Юго-Камский получил статус посёлка городского типа как рабочий посёлок.
В 1934 году в посёлке проживало 4906 человек. Были 3 школы с 960 учащимися и 25 педагогами, больница с 2 врачами и фельдшерами, ясли на 60 детей, детсад — на 303 ребёнка.
В 1942 году завод приступил к выпуску сложного оборудования для нефтяной промышленности.
План первой послевоенной пятилетки завод выполнил к 1 октября 1949 г. Завод впервые в Советском Союзе освоил производство тележек «Восток», которые нашли применение не только в СССР, но и за рубежом. До 1963 г. всего был выпущен 8871 тяжеловоз. На заводе в этот период работают уже 2377 рабочих, 228 ИТР и 128 служащих.
В период 1950—1960 гг. на заводе проведена реконструкция механосборочного цеха, введён в эксплуатацию кузнечно-термический цех, начался выпуск первых изделий на экспорт, вступила в строй высоковольтная линия электропередачи протяжённостью 44 км. Завод из убыточных предприятий вошёл в число рентабельных. Открыт Юго-Камский вечерний техникум.
В 1965 году введён в эксплуатацию сталеплавильный цех с установкой электродуговых плавильных печей. Начался выпуск крановой фонтанной арматуры для обвязки устья нефтяных и газовых скважин, что послужило серьёзным толчком дальнейшего развития предприятия.
В 1970—1980 гг. в посёлке открыты музыкальная и детско-юношеская спортивная школы. Сданы в эксплуатацию водозаборные сооружения и первый пятиэтажный 100-квартирный дом, построен современный детсад-ясли на 280 мест. Для обеспечения производства рабочими кадрами при заводе открыт филиал ПТУ.
В октябре 2000 года в посёлке Юго-Камский пришел природный газ, началась газификация завода и посёлка.
В 2002 году завод вошел в состав Западно-Уральского машиностроительного концерна. В 2004 году началось техническое перевооружение производства, позволившее увеличить в 2006 году объём производства и реализации товарной продукции до 1 миллиарда рублей.
К концу 2007 года произошло снижение объёмов производства, с марта 2009 года производственные мощности простаивают, введена процедура банкротства.
Распоряжением Правительства РФ от 29 июля 2014 года № 1398-р «Об утверждении перечня моногородов» посёлок включён в категорию «Монопрофильные муниципальные образования Российской Федерации (моногорода), в которых имеются риски ухудшения социально-экономического положения».
С 2004 до 2022 гг. посёлок являлся административным центром Юго-Камского сельского поселения Пермского муниципального района.
В 2008 году Юго-Камский преобразован в сельский населённый пункт (посёлок).

## Инфраструктура
В посёлке 3 детских сада, школа, больница.
В советское время старый завод был переоборудован, расширен. Сейчас не работает. В посёлке появилось много новых домов, социально-бытовых учреждений.

## Экономика
Основное предприятие посёлка — Юго-Камский машиностроительный завод им. Лепсе (основан в 1746 году). Юго-Камский завод выпускал тяжеловозы ТГ-40 и ТГ-60, запасные части к нефтяному оборудованию и другую продукцию. На данный момент завод не функционирует.